# Weiße-Rose-Prozesse
Als Weiße-Rose-Prozesse werden in erster Linie zwei Prozesse vor dem Volksgerichtshof bezeichnet, die im Jahr 1943 in München stattfanden und bei denen die sechs Mitglieder der Münchener Widerstandsgruppe Weiße Rose zum Tode verurteilt wurden:
- Beim ersten Weiße-Rose-Prozess am 22. Februar 1943 wurden Hans Scholl, Sophie Scholl und Christoph Probst zum Tode verurteilt.
- Beim zweiten Weiße-Rose-Prozess am 19. April 1943 wurden Willi Graf, Alexander Schmorell und Kurt Huber zum Tode verurteilt. Außerdem waren elf Personen aus dem Umfeld der Weißen Rose angeklagt, von denen zehn Haftstrafen erhielten.

Danach fanden im Dritten Reich, an verschiedenen Orten und zum Teil vor anderen Gerichten, noch einige weitere Prozesse gegen Personen der Weißen Rose statt.

## Erster Weiße-Rose-Prozess
Da gegen Hans und Sophie Scholl und Christoph Probst genügend Beweismaterial vorlag, wurde ihr Prozess vorgezogen.

### Vor der Hauptverhandlung
Der Historiker Hans Günter Hockerts sieht einen starken politischen Einfluss des Gauleiters von München, Paul Giesler, den Prozess schnell und mit Todesstrafen abzuschließen; er habe sein Renommee sichern wollen. Durch seine Beziehungen zum NSDAP-Funktionär Martin Bormann habe er drei Dinge erreicht:
1. Für Christoph Probst wäre als Soldat eigentlich ein Kriegsgericht zuständig gewesen, nicht der Volksgerichtshof.
2. Der Volksgerichtshof tagte nicht wie üblich in Berlin, sondern zur Beschleunigung der Aburteilung am Ort des Geschehens in München.
3. Giesler konnte den Auftrag „schnelle Aburteilung, Vollstreckung alsbald“ durchsetzen.

Die Anklageschrift wurde den Angeklagten am Nachmittag des 21. Februars übergeben. Die Einspruchsfrist wurde unter Missachtung der gesetzlichen 24-Stunden-Frist auf den nächsten Morgen, 8 Uhr gesetzt. Am Amtsgericht München wurde ein Haftbefehl zur richterlichen Vernehmung beantragt und erlassen, so kamen sie aus Gestapo- in Untersuchungshaft. Es wurden zwei Pflichtverteidiger bestellt: August Klein für die Geschwister Scholl und Ferdinand Seidl für Probst.
Die Berufsrichter im Verfahren waren Roland Freisler und Martin Stier. Als Laienrichter wurden SA- und SS-Funktionäre ausgewählt:
- SS-Gruppenführer Franz Breithaupt
- SA-Gruppenführer Hanns Bunge
- SA-Gruppenführer Max Köglmaier

### Hauptverhandlung
Die Hauptverhandlung begann am 22. Februar 1943 um 10 Uhr im Justizpalast München. Über ihren Verlauf gibt es wenig schriftliche Quellen. Hockerts fasst die Angaben der Augenzeugen wie folgt zusammen: „[Freisler] ließ [die Angeklagten] wenig zu Wort kommen und schnitt ihre Bemerkungen in bissigem Ton ab.“ Die anderen Richter blieben stumm. Oberreichsanwalt Albert Emil Rudolf Weyersberg beantragte in seiner Anklageschrift, alle drei Angeklagten wegen Wehrkraftzersetzung, Feindbegünstigung und Vorbereitung zum Hochverrat zum Tode zu verurteilen.

### Urteil
Das Gericht folgte dem Strafantrag.
Das Urteil des Volksgerichtshofs vom 22. Februar 1943 wird nachfolgend zitiert. Die Gestaltung des Textes (siehe Bild) wird dabei nur annähernd wiedergegeben.
Im Namen des Deutschen Volkes
In der Strafsache gegen

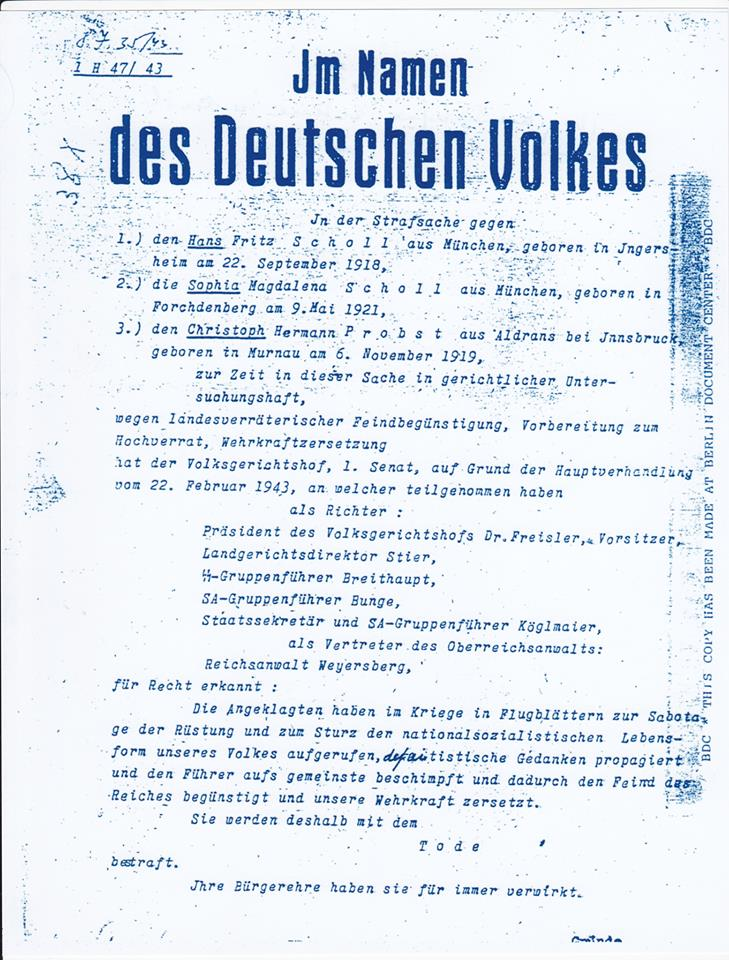
Todesurteil für Hans und Sophie Scholl und Christoph Probst

1.) den Hans Fritz Scholl aus München, geboren in Ingersheim am 22. September 1918,
2.) die Sophia Magdalena Scholl aus München, geboren in Forchdenberg am 9. Mai 1921,
3.) den Christoph Hermann Probst aus Aldrans bei Innsbruck, geboren in Murnau am 6. November 1919,
zur Zeit in dieser Sache in gerichtlicher Untersuchungshaft,
wegen landesverräterischen Feindbegünstigung, Vorbereitung zum Hochverrat, Wehrkraftzersetzung
hat der Volksgerichtshof, 1. Senat, auf Grund der Hauptverhandlung vom 22. Februar 1943, an welcher teilgenommen haben
als Richter:
Präsident des Volksgerichtshofs Dr. Freisler, Vorsitzer
Landgerichtsdirektor Stier,
SS-Gruppenführer Breithaupt,
SA-Gruppenführer Bunge,
Staatssekretär und SA-Gruppenführer Köglmaier,
als Vertreter des Oberreichsanwalts:
Rechtsanwalt Weyersberg,
für Recht erkannt:
Die Angeklagten haben im Kriege in Flugblättern zur Sabotage der Rüstung und zum Sturz der nationalsozialistischen Lebensform unseres Volkes aufgerufen, defaitistische Gedanken propagiert und den Führer aufs gemeinste beschimpft und dadurch den Feind des Reiches begünstigt und unsere Wehrkraft zersetzt.
Sie werden deshalb mit dem
Tode
bestraft.
Ihre Bürgerehre haben sie für immer verwirkt.

### Vollstreckung der Todesurteile
Die Hauptverhandlung begann und endete am 22. Februar 1943. Ein Gnadengesuch der Eltern Scholl und des Bruders Werner Scholl für alle drei Verurteilten wurde durch Justizminister Otto Thierack abgelehnt und um 16 Uhr den Angeklagten mitgeteilt, dass sie kurz nach 17 Uhr desselben Tages hingerichtet würden – die damalige Vorschrift, dass die Ankündigung mit 8 Stunden Vorlauf erfolgen soll, wurde ignoriert.
Alle Verurteilten wurde im Strafgefängnis München-Stadelheim unter Aufsicht des Leiters der Vollstreckungsabteilung des Münchner Landgerichts Walter Roemer vom Scharfrichter Johann Reichhart mit der Guillotine enthauptet.
Der Verbleib der Guillotine, die Johann Reichart für diese und mehr als 1000 weitere Hinrichtungen in Stadelheim verwendete, war lange unklar. Im Jahr 2014 wurde bekannt, dass die Guillotine sich seit 40 Jahren im Depot des Bayerischen Nationalmuseums in München befand.

### Reaktionen

#### Allgemein
Die harten Urteile, gegen die noch jungen Menschen stieß eher auf Ablehnung. Im Reichsjustizministerium wurde vermerkt: „Urteil und seine sofortige Vollstreckung [haben] bei der Münchener Bevölkerung eine wenig verständnisvolle Aufnahme gefunden.“

#### Reaktion der Münchener Studierenden
Direkt nach ihrer Verhaftung äußerte Sophie Scholl die Hoffnung, ihr Tod werde zu einer Revolte in der Studentenschaft führen. Diese Erwartung erwies sich aber schon am Tage ihrer Hinrichtung als Illusion. Am Abend dieses Tages fand im Auditorium Maximum der Münchener Universität eine große Versammlung der Studierenden statt, an der etwa 3.000 Personen teilgenommen haben sollen. Über ihren Verlauf meldete der Rektor der Münchener Universität, SS-Oberführer Walther Wüst, dem Reichserziehungsministerium: „In dieser Kundgebung ... brachte die Münchener Studentenschaft in einer ungewöhnlich eindrucksvollen, ja geradezu ergreifenden Weise zunächst ihre Verachtung gegen diese Machenschaften jener vier Hochverräter, dann aber ihren entschlossenen Kampf- und Siegeswillen, ihre unerschütterliche Treue und Hingabebereitschaft für Führer und Volk zum Ausdruck“.
Diese Aussage wird im Kern bestätigt durch den Bericht einer damals anwesenden Studentin, die sich noch Jahre später vor allem an den triumphalen Auftritt des Hörsaaldieners Jakob Schmid erinnerte, der vier Tage vorher für die Verhaftung der Geschwister Scholl gesorgt hatte:
„Die Kundgebung im Auditorium Maximum gehört zu den schauerlichsten Erinnerungen, die mir aus jenen Tagen geblieben sind. Hunderte von Studenten johlten und trampelten dem Denunzianten und Pedell der Uni Beifall, und dieser nahm ihn stehend und mit ausgestrecktem Arm entgegen“.

### Bewertung
Hockerts bemerkt, durch die Auswahl der Laienrichter sei die Unparteilichkeit des Richteramts mit Füßen getreten worden. Er urteilt, auch mit Blick auf den Einfluss von Gauleiter Giesler: „So kann schon von Beginn an nicht von Gewaltenteilung oder Unabhängigkeit der Justiz die Rede sein.“
Bezogen auf das Urteil kommt Hockerts zu der Einschätzung, dass nach der verloren Schlacht um Stalingrad kritische Äußerungen härter als in den Jahren zuvor bestraft werden sollten: „Nun war Freisler fest entschlossen, mit einem möglichst brutalen Urteil ein Exempel zu statuieren.“ Weiter betont Hockerts, dass die angewandten Paragraphen einen Strafrahmen besaßen und eine Todesstrafe nicht zwingend war. Besonders die Einstufung von Probsts Handeln als einen „besonders schweren Fall“ sieht er als „reine Willkür“ an.

## Zweiter Weiße-Rose-Prozess

### Angeklagte

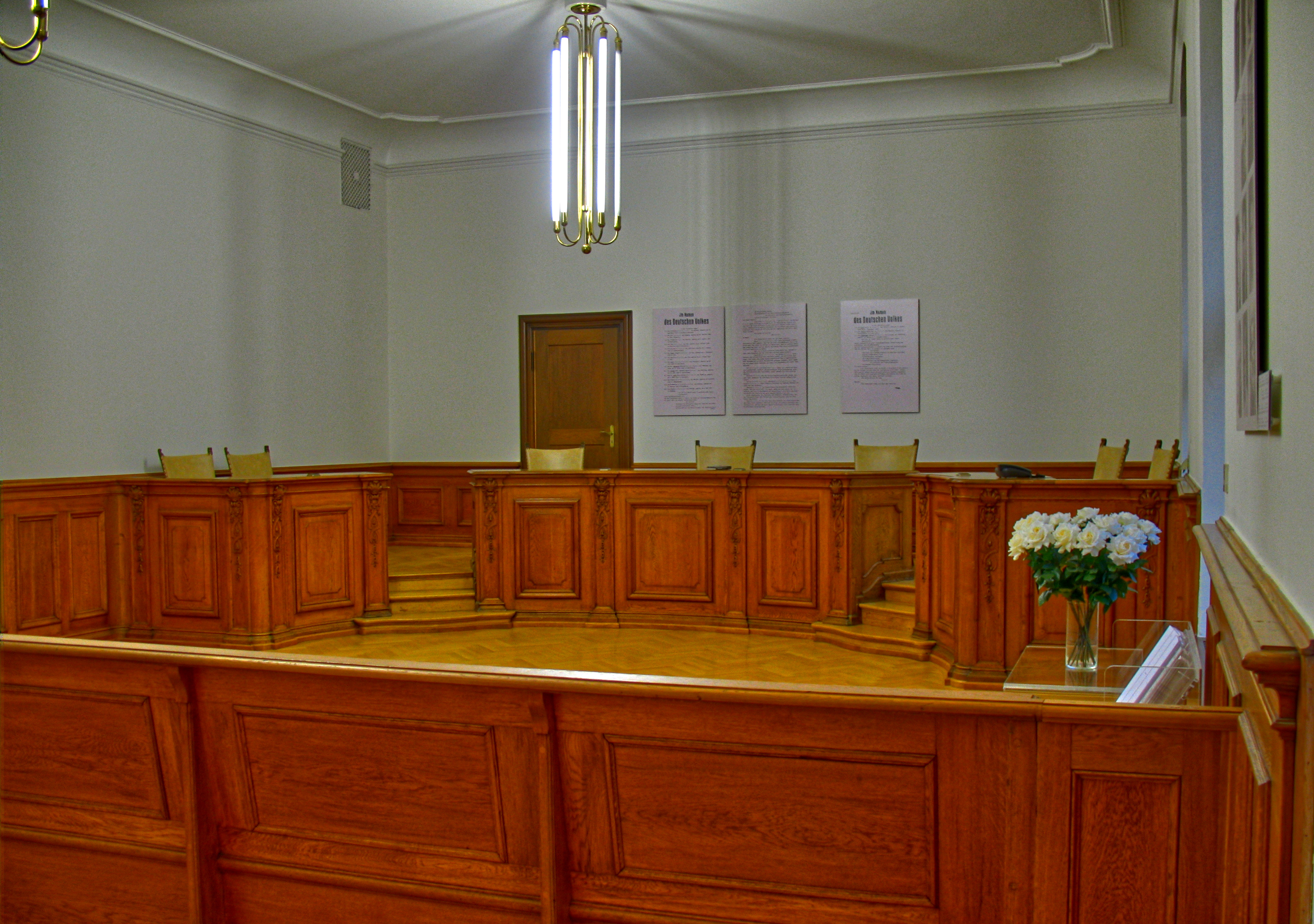
Der Gerichtssaal 253 im Münchener Justizpalast, in dem am 19. April 1943 der zweite Weiße-Rose-Prozess stattfand. Seit 2007 dient er dem Gedenken an die Weiße Rose und wird „Weiße-Rose-Saal“ genannt.

Beim zweiten Weiße-Rose-Prozess am 19. April 1943 in München waren insgesamt 14 Personen angeklagt (siehe Tabelle). Schriftlich angeklagt waren 11 Personen: drei aus dem inneren Kreis der Weißen Rose – Willi Graf,  Alexander Schmorell und Kurt Huber – und acht aus dem Umfeld. Mündlich, ohne Kenntnis der Anklageschrift, wurden zu Beginn der Hauptverhandlung außerdem Traute Lafrenz, Gisela Schertling und Katharina Schüddekopf aus dem Umfeld angeklagt.
Vier der Angeklagten aus dem Umfeld zählten zur sogenannten Ulmer Abiturientengruppe: Hans Hirzel, Susanne Hirzel, Heinrich Guter und Franz J. Müller.

### Vor der Hauptverhandlung
Am 27. Februar 1943 übermittelte Julius Schaub im Auftrag von Adolf Hitler dem Reichsjustizminister die Weisung Alexander Schmorell solle „wie die übrigen Täter abgeurteilt, aber vorläufig nicht hingerichtet werden“.
Die Richterbank war wie im ersten Prozess besetzt und wieder tagte der Volksgerichtshof auf Treiben von Gauleiter Giesler in München.
Die Berufsrichter im Verfahren waren Roland Freisler und Martin Stier. Als Laienrichter wurden SA- und SS-Funktionäre ausgewählt:
- SS-Gruppenführer Franz Breithaupt
- SA-Gruppenführer Hanns Bunge
- SA-Gruppenführer Max Köglmaier[1]

Als Vertreter des Oberreichsanwalts nahm Adolf Bischoff am Prozess teil.

### Hauptverhandlung und Urteile
Die Hauptverhandlung fand am 19. April 1943 statt. Freisler trat aggressiv auf. Hubers Äußerungen zu seiner Verteidigung bezeichnete er als „politische Tiraden“ und verbat sich diese. Den mündlich Angeklagten wurden im Laufe der Sitzung Pflichtverteidiger bestellt, die sich im laufenden Prozess in die Akten einarbeiten mussten.
| Angeklagte            | Verteidiger                                                                           | Strafantrag der Anklage                        | Urteil und Vollzug |
| --------------------- | ------------------------------------------------------------------------------------- | ---------------------------------------------- | --- |
| Willi Graf            |                                                                                       | Todesstrafe                                    | Todesstrafe – vollstreckt am 12. Oktober 1943 |
| Alexander Schmorell   |                                                                                       | Todesstrafe                                    | Todesstrafe – vollstreckt am 13. Juli 1943 |
| Kurt Huber            | Wahlverteidiger Lorenz Roder – legte nach Verlesung des Flugblattes das Mandat nieder | Todesstrafe                                    | Todesstrafe – vollstreckt am 13. Juli 1943 |
| Hans Hirzel           | Dr. Eble                                                                              |                                                | 5 Jahre Gefängnis wegen Feindbegünstigung, Hochverrat und Wehrkraftzersetzung durch Verschicken von Flugblättern                                                                   |
| Susanne Hirzel        | Dr. Eble                                                                              |                                                | 6 Monate Gefängnis wegen Beihilfe zum Hochverrat durch Verteilung von Flugblättern; da ihr die Kenntnis des Inhalts nicht nachgewiesen werden konnte, fiel die Strafe geringer aus |
| Franz J. Müller       |                                                                                       |                                                | 5 Jahre Gefängnis wegen Feindbegünstigung, Hochverrat und Wehrkraftzersetzung durch Verschicken von Flugblättern                                                                   |
| Heinrich Guter        |                                                                                       |                                                | 18 Monate Gefängnis, weil er die Flugblattverschickung nicht angezeigt hatte |
| Helmut Bauer          |                                                                                       |                                                | 7 Jahre Zuchthaus wegen Nichtanzeige der „hochverräterischen Umtriebe“ und Abhören ausländischer Nachrichten                                                                       |
| Heinrich Bollinger    |                                                                                       |                                                | 7 Jahre Zuchthaus wegen Nichtanzeige der „hochverräterischen Umtriebe“ und Abhören ausländischer Nachrichten                                                                       |
| Eugen Grimminger      | Eduard Eble                                                                           | Todesstrafe                                    | 10 Jahre Zuchthaus wegen Unterstützung zum Hochverrat |
| Traute Lafrenz        | Pflichtverteidiger                                                                    |                                                | 1 Jahr Gefängnis |
| Gisela Schertling     | Pflichtverteidiger                                                                    |                                                | 1 Jahr Gefängnis |
| Katharina Schüddekopf | Pflichtverteidiger                                                                    |                                                | 1 Jahr Gefängnis |
| Falk Harnack          |                                                                                       | 5 Jahre Haft wegen Nichtanzeige von Hochverrat | Freispruch aufgrund „einmalig besonderer Verhältnisse“, da er „unter dem Eindruck seines schweren Familienerlebnisses“ gestanden habe                                              |

### Bewertung der Urteile
Bei den Verurteilungen zu Haftstrafen sieht Anita Binder einen Grund dafür, dass die Strafen nicht noch härter ausfielen, in der ablehnenden öffentlichen Reaktion auf die Todesurteile des ersten Weiße-Rose-Prozesses.
Hockerts schreibt über Freisler mit Blick auf die nicht verhängte Todesstrafe für Grimminger: „Als Herr über Leben und Tod gefiel es ihm, zuweilen auch etwas Milde zur Schau zu tragen.“
Hockerts weist auf die Ungleichbehandlung männlicher und weiblicher Angeklagten hin. Guter bekam 18 Monate Haft, Schertling, Schüddekopf und Lafrenz für die gleiche Tat (das Nichtanzeigen) nur 1 Jahr Haft. Im Urteil heißt es dazu: „Gisela Schertling, Katharina Schüddekopf und Traute Lafrenz haben dasselbe verbrochen [...] Als Mädchen bekommen sie dafür ein Jahr Gefängnis“.
Bei den drei männlichen Abiturienten aus Ulm wurde laut dem Urteil deren jugendliches Alter berücksichtigt. Hans Hirzel und Franz Müller wurden im Urteil als „unreife Burschen von Staatsfeinden verführt“ bezeichnet und zu 5 Jahren Haft verurteilt. Benedikt Pfister sieht als einen Grund für das Ausbleiben der Todesstrafe, dass sie zwar Kritik am System geäußert, aber nicht in fundamentaler Gegnerschaft dazu gestanden hätten. Zudem sah Freisler Hans Hirzel als von den Scholls beeinflusst an. Müller vermutete später, dass Freislers Rassismus die Angeklagten aus Ulm vor härteren Urteilen bewahrt habe – in dessen Augen hatten sie „ein rassisch gutes Aussehen“.

## Weitere Prozesse
- Am 13. Juli 1943 wurde Josef Söhngen, Harald Dohrn, Manfred Eickemeyer und Wilhelm Geyer vor dem Sondergericht 2 beim Landgericht München der Prozess gemacht. Söhngen wurde zu sechs Monaten Haft verurteilt, Eickemeyer, Dorn und Geyer aus Mangel an Beweisen freigesprochen.[12]
- Am 28. Januar 1944 wurde Wilhelm Bollinger, der wegen Nichtanzeige des Hochverrats angeklagt war, vor dem Landgericht Saarbrücken zu drei Monaten Haft verurteilt.[13]
- Am 13. Oktober 1944 wurden Hans Leipelt und Marie-Luise Jahn in Donauwörth vor dem 2. Senat des Volksgerichtshofs zum Tode bzw. zwölf Jahren Zuchthaus verurteilt. Liselotte Dreyfeldt, Wolfgang Erlenbach, Valentin Freise, Hedwig Schulz und Franz Treppesch erhielten Freiheitsstrafen.[14]
- Am 12. Dezember 1944 wurde Mirjam David vor dem Volksgerichtshof in Potsdam zu zwei Jahren Zuchthaus und „Ehrverlust“ verurteilt.[15]

## Nichtigkeit aller Entscheidungen des Volksgerichtshofs
Initiativen zu einer einheitlichen gesetzlichen Regelung bezüglich der NS-Unrechtsjustiz wurden schon in der ersten Legislaturperiode des Bundestags eingebracht (1950 durch die SPD), aber damals nicht weiterverfolgt.
Im Jahr 1982 löste der Film Die weiße Rose eine intensive öffentliche Debatte über den Weiterbestand der Urteile des Volksgerichtshofs aus, und zwar durch folgenden Text im Nachspann des Films: „Nach Auffassung des BGH bestehen die Urteile gegen die Weiße Rose zu Recht. Sie gelten noch heute.“ Das bayerische Justizministerium widersprach mit Verweis auf das bayerische Gesetz Nr. 21 zur Wiedergutmachung nationalsozialistischen Unrechts in der Strafrechtspflege vom 28. Mai 1946. Am 25. Januar 1985 beschloss der Deutsche Bundestag einstimmig die „Nichtigkeit der Entscheidungen der als ‚Volksgerichtshof‘ und ‚Sondergerichte‘ bezeichneten Werkzeuge des nationalsozialistischen Unrechtsregimes“.
Am 25. August 1998 trat das Gesetz zur Aufhebung nationalsozialistischer Unrechtsurteile in der Strafrechtspflege in Kraft, zuletzt geändert durch Artikel 1 des Gesetzes vom 24. September 2009. Über 60 Jahre nach dem Untergang der nationalsozialistischen Diktatur waren die zu Unrecht Verurteilten in der bundeseinheitlichen Rechtsprechung rehabilitiert.